# Oweniidae

Oweniidae é uma família de Polychaeta,  com cerca de 60 espécies, distribuídas em quatro gêneros: Owenia Delle Chiaje 1844, Myriochele Malmgren 1867, Galathowenia Kirkegarrd 1959 e Myrlowenia Hartman 1960 . São organismos marinhos de vida curta, que formam densas populações . A população com maior densidade já encontrada foi de Owenia fusiliformis, com 1000 indivíduos por m2, na Baía do Sena. São comumente encontrados em profundidades de plataforma continental, mas membros de algumas espécies só vivem em regiões de mar profundo.

## Morfologia

### Morfologia externa
Os oueniídeos são organismos pequenos, a maioria tem entre 20-30 mm de comprimento, no entanto algumas espécies conseguem alcançar um tamanho de 10 cm . Seu corpo tem formato alongado e cilíndrico, podendo haver pequenas variações, de acordo com o gênero. Exemplares de Myriochele, por exemplo, possuem corpo cilídrico, mas extremidades mais afiladas, enquanto indivíduos de Owenia tem extremidade anterior truncada, terminando abruptamente. O tegumento dos oueniídeos não é revestido por cutícula, mas por fina camada de matriz fibrilar, depositada ao redor das microvilosidades epiteliais. 
Representantes dessa família formam um tubo flexível, ligado ao corpo, composto de secreções mucosas e partículas de sedimento, coletadas pelo próprio animal. A seleção dessas partículas ocorre pelos tentáculos, lábios e outras estruturas bucais, variando geralmente entre um gênero e outro. Em Owenia por exemplo, já foi demonstrado que estes animais selecionam partículas achatadas e ásperas do sedimento, para a construção de seu tubo. Os tubos são sempre orientados verticalmente, se expondo para fora da areia, e seu crescimento ocorre justamente nesta região exposta, aonde a cabeça no animal costuma estar localizada. 

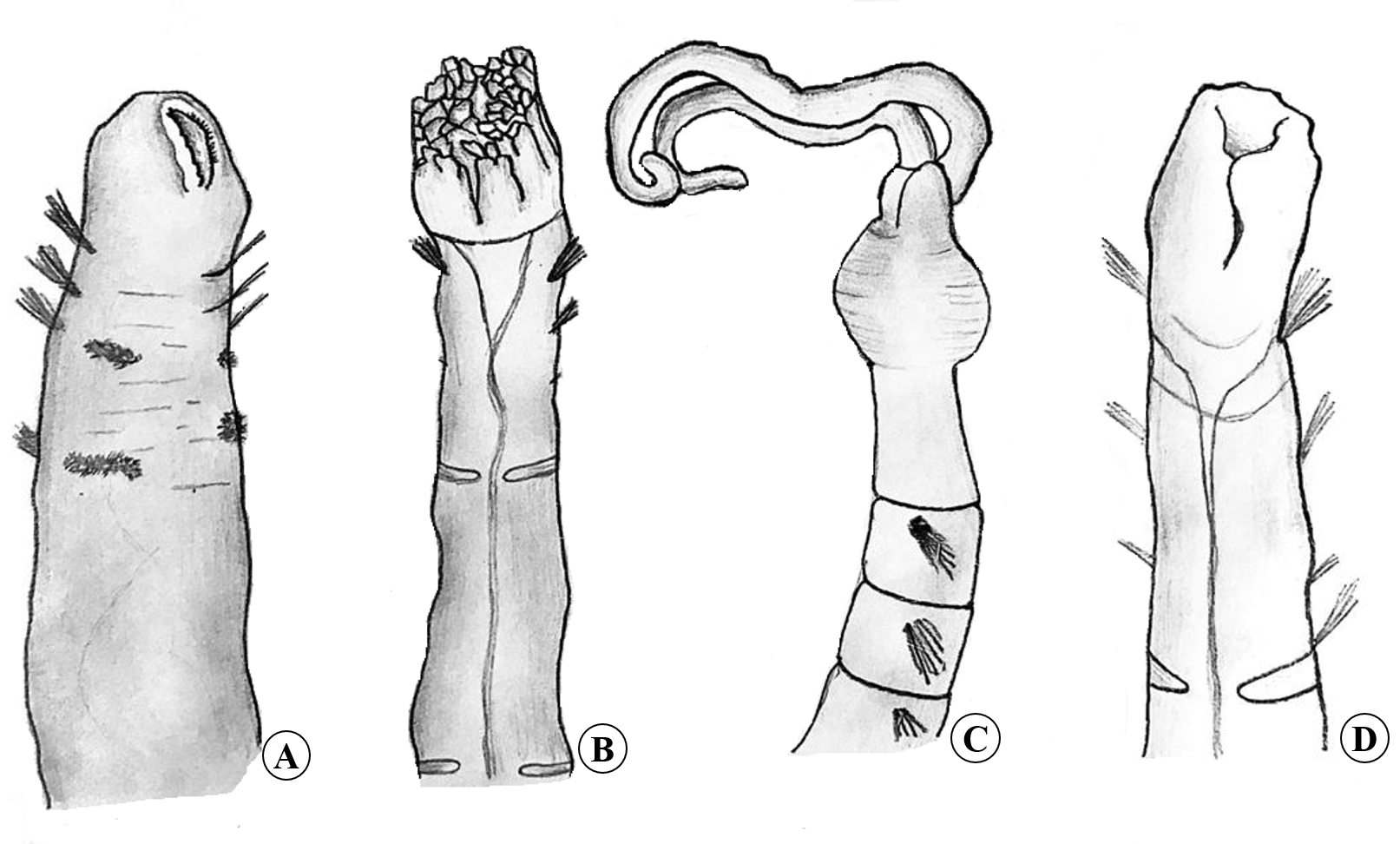
Esquema de espécies representativas dos gêneros de Oweniidae. A - Myriochele heeri; B - Owenia australis; C - Myriowenia californiensis; D - Galathowenia oculata. Baseado na ilustração de "Handbook of Zoology - Annelida:Polychaete" Fig.1, 2017.

A cabeça consiste na fusão do prostômio e do peristômio. A sua morfologia varia bastante entre os gêneros e pode inclusive apresentar tentáculos, sejam em pares, como em espécimes de Myriowenia, ou formando uma coroa como Owenia. Ainda não se sabe a função desses tentáculos, e nem a sua natureza filogenética. Eles podem ser tanto homólogos apenas entre os membros de Oweniidea, quanto homólogos a outras estruturas semelhantes, encontradas em Polychaeta. Quanto à ontogenia dessas estruturas, ainda não se tem um consenso sobre qual seria sua origem. A coroa de tentáculos dos Owenia por exemplo, pode ter origem peristomial, representando lábios modificados, ou origem prostomial. Os apêndices de Myriowenia podem ser considerados palpos e, portanto, homólogos aos encontrados em Spionida, Terebellida e Sabellida, embora haja muita discussão nessas famílias se os palpos seriam de origem prostomial, ou peristomial.
Os segmentos do corpo, mesmo que sejam difíceis de distinguir externamente, também variam bastante entre os grupos de Oweniidae. Em Owenia e Myriowenia, os indivíduos adultos têm em média 50 ou 60 segmentos, enquanto exemplares de Galathowenia e Myriochele não chegam aos 30 segmentos. O tronco é dividido em duas regiões, distinguidas pela presença de parapódios unirremes ou birremes. Essas regiões são chamadas tradicionalmente de tórax e abdômen, mas alguns altores discordam dessa nomenclatura.  Os oueníideos também possuem sulcos ao longo do corpo, um a cada lateral, um dorsal e outro ventral. Nos sulcos laterais há de cílios, ao contrário do dorsal, que é liso, enquanto o ventral é mais glandular. A região posterior do corpo, pigídio, também possui morfologia variada, entre os animais desta família, podendo ser na forma de um anel simples, ou com dois ou mais lobos.

## Fisiologia

### Alimentação e Digestão
Os oueníideos são suspensívoros, coletando partículas na coluna d'água, ou na superfície do sedimento. O modo de coleta das partículas pode variar bastante entre os gêneros. Em Owenia, o grupo mais bem estudado de Oweniidae, ocorre ingestão direta de detritos, por meio da coroa de tentáculos e dos cílios. Uma corrente de água é formada e as partículas são direcionadas para a boca, onde os lábios filtram as partículas pequenas o suficiente para serem ingeridas. Partículas muito grandes podem ser rejeitadas, ou usadas na construção do tubo.
A digestão em Oweniidae já começa na região bucal, composta por células epiteliais ciliares e células glandulares, secretoras de enzimas digestivas. Em animais de algumas espécies, há um órgão faríngeo protráctil, na cavidade bucal. Alguns autores chamam essa região de probóscide, dadas  a sua morfologia e função, mas esta denominação está equivocada. O estômago possui paredes grossas, constituídas de múltiplas células epiteliais glandulares. A absorção ocorre no intestino, e nessa região não há células glandulares. Assim como no intestino, não há células glandulares na região do reto, mas também não há absorção, sendo esta região responsável pela seleção de partículas não-comestíveis. O movimento do alimento através do trato digestivo ocorre tanto por meio de uma musculatura digestiva, quanto pela musculatura da parede do corpo. 

### Reprodução e Desenvolvimento
Em Oweniidae, já foram registradas, tanto reprodução sexuada, quanto assexuada. Estudos sobre a reprodução sexuada e desenvolvimento de Oweniidae foram baseados em indivíduos de Owenia. Neste gênero, os indivíduos são dióicos e possuem gametas concentrados nos segmentos medianos do abdômen. Os gametas masculinos possuem uma cabeça pequena (4 μm) e um flagelo muito comprido (30 μm), e os gametas femininos são produzidos por oogênese extra-ovarina. A fecundação em Oweniidae é externa, assim, machos e fêmeas expõem a parte posterior do corpo, liberam espermatozoides e oócitos primários na coluna d'água, e os dispersam com movimentos corporais. Ao entrar em contato com a água, os gametas se tornam mais esféricos, perdem sua camada gelatinosa e a vesícula germinativa se colapsa. 
Pouco tempo depois da fertilização, ocorre o desenvolvimento da larva mitrária, característica de Oweniidae. Esta larva possui algumas características diferenciais, como banda monociliada na trocófora, ao invés das características bandas multiciliadas, das larvas de protostômios. A larva mitrária apresenta, assim, características protostomias e deuterostomias de desenvolvimento . Quando a larva está plenamente formada já é capaz de nadar, mesmo que ainda esteja protegida por uma membrana. Neste estágio, boca e reto já estão formados e localizados lado a lado, no corpo da larva. Em Oweniidae, o blastóporo, ao contrário do encontrado em protostômios, não vai formar a região bucal, mas sim a região retal, se assemelhando aos deuterostômios. A boca, nos animais desta família, então se origina a partir de uma extensão do blastóporo, ou como uma segunda invaginação. No estágio seguinte do desenvolvimento, ocorre a formação de dois ou três pares de cerdas, o esôfago se torna muscular e já se vê olhos na região apical. 
Terminado o desenvolvimento da musculatura dos nefrídios, das cerdas e da parede do corpo, ocorre a metamorfose da larva. Os juvenis, logo após a metamorfose, já possuem uma cabeça, caracterizada pela fusão do prostômio com peristômio, um segmento com parapódios unirremes, seis ou sete segmentos birremes, todos com cerdas, e pigídio. Além disso, o indivíduo jovem já começa a recolher materiais para formar seu tubo, quando seus tentáculos também começam a se desenvolver. 
Na reprodução assexuada, forma-se um sulco logo abaixo da cabeça, ou entre os segmentos 6 e 8. Esse sulco aumenta, separando as duas regiões do corpo, que posteriormente irão se regenerar em novos indivíduos.

### Sistema nervoso
Os oueníideos possuem sistema nervoso bem desenvolvido e majoritariamente intraepidérmico. Não possuem gânglios segmentares, mas sim muitos nervos periféricos, e um cordão nervoso ventral, que se estende até a região posterior.
Um estudo com Owenia e Myriowenia mostrou um sistema nervoso central composto por um cérebro que circula a abertura da boca, e um cordão medular ventral. O cérebro é levemente oblíquo, na direção antero-posterior do eixo corporal, e dele se origina o cordão ventral. Além disso, todos os neurônios desses dois gêneros são do tipo 1 de neurônios, aqueles definidos por um fino citoplasma ao redor do núcleo.

### Sistema Circulatório
O pouco estudo que se tem sobre circulação e respiração em Oweniidae se refere ao gênero Owenia. Os representantes desde grupo possuem um tipo de hemoglobina extracelular, chamada de ertrocruorina, que permite a ativação de um metabolismo anaeróbico. Com metabolismo anaeróbico, eles conseguem ficar longos períodos em anóxia, e sobreviver caso sejam enterrados na areia. Além disso, a coroa de tentáculos de Owenia é irrigada pelo sistema circulatório, e, quando exposta à água, pode ser usada na respiração.

## Distribuição Geográfica
Apesar de possuir apenas quatro gêneros, Oweniidae é uma família amplamente distribuída pelo mundo, ocupando uma gama de habitats marinhos diferentes. É principalmente encontrada em sedimentos continentais ou entre-marés, mas há espécies que habitam somente mar profundo. Algumas espécies de Galathowenia são encontradas a profundidades maiores que 1800 m, mas o registro de maior profundidade foi de Myriochele sp., encontrada a 8300 m na Fossa de Kermadec, na Oceania. 
Por mais que os quatro gêneros de Oweniidae tenham ampla distribuição geográfica, a distribuição individual de espécies é bastante restrita, uma vez que possuem necessidades ambientais específicas. A distribuição geográfica das espécies já contribuiu para a taxonomia do grupo. Owenia fusiliformis por exemplo, era considerada uma espécie cosmopolita, com ampla distribuição, mas após algumas análises foi considerada um complexo de espécies, cada uma, na sua maioria, com distribuição restrita. 
No Brasil, já foram encontrados exemplares de todos os quatro gêneros de Oweniidae: Galathowenia occulata, Myriochele oculata, Myriowenia californiensis e Owenia fusiformis, sendo a mais comum delas Owenia fusiformis.

## Taxonomia

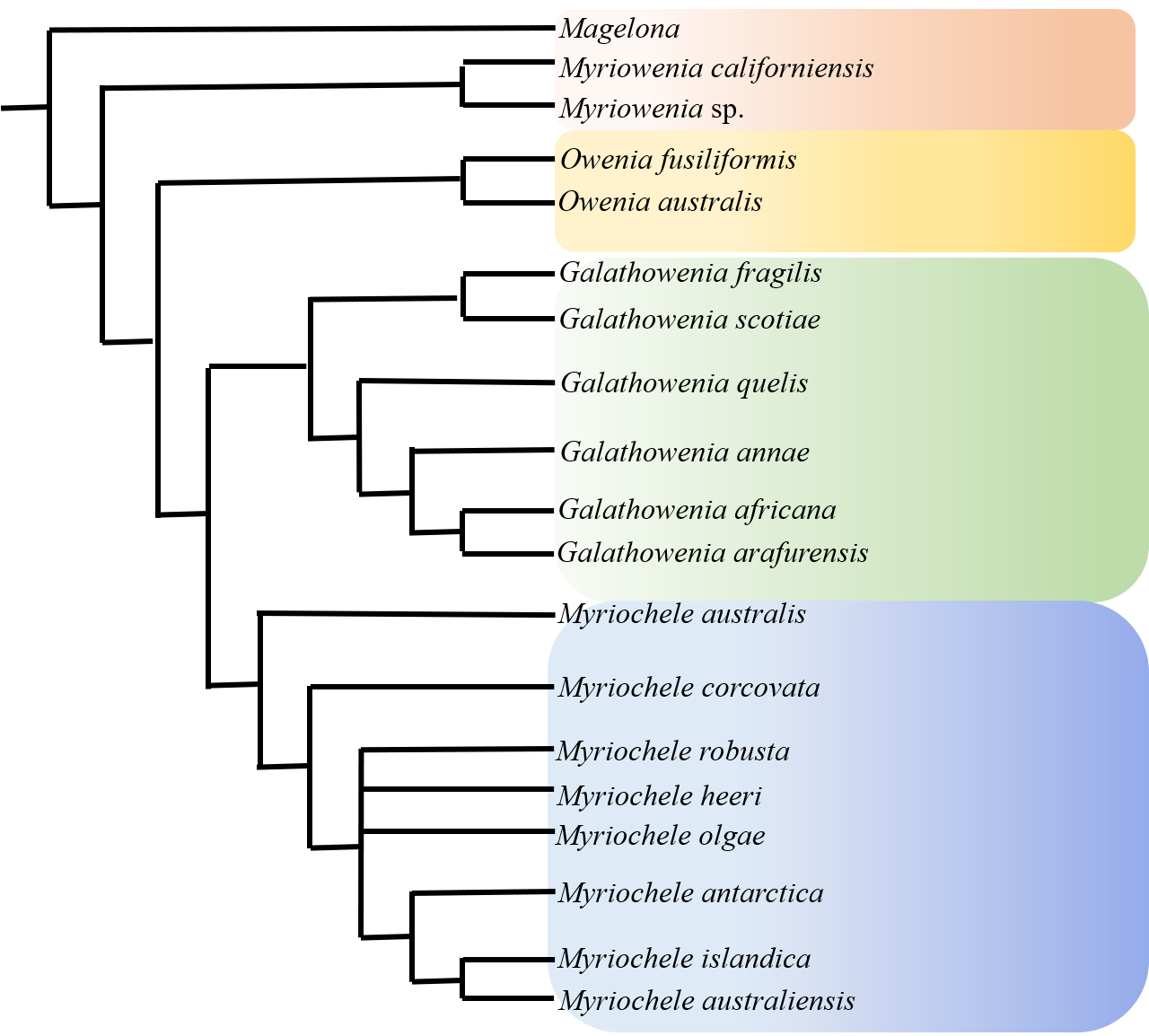
Esquema da árvore filogenética do gênero Oweniidae (Polychaeta)

A ampla distribuição geográfica e a similaridade morfológica entre algumas espécies de Oweniidae dificulta as classificações filogenéticas dentro do grupo. Estudos mais recentes têm usado sequenciamento genômico, para distinguir grupos e muitas vezes descrever espécies novas. Até recentemente, consideravam-se cinco gêneros em Oweniidae, mas então Myrioglobula Hartman, 1967 foi sinonimizado com Myriochele  publicou uma. Assim, há apenas quatro gêneros válidos atualmente em Oweniidae. 
Owenia Delle Chiaje 1844 animais caracterizados por possuirem uma coroa de tentáculos na extremidade anterior; boca alongada, com lábios membranosos; segmentos birremes, notopódios com notocerdas capilares; e pigídio em anel ou com um par de lobos pouco desenvolvidos.  
Myriowenia Hartman 1960 animais com cabeça, um par de palpos sulcados e prostômio bilobado; boca anteroventral com órgãos faríngeos; e primeiros três segmentos unirremes. 
Galathowenia Kirkegaard 1959 oueníideos com cabeça cilíndrica anteriormente truncada; boca terminal, com órgão faríngico ventral; comissura do esôfago em forma de Y; primeiros três segmentos normalmente unirremes, notopódios com notocerdas capilares, e segmentos seguintes birremes. 
Myriochele Malmgren 1967 animais de corpo curto e afunilado em ambas extremidades; cabeça sem apêndices, com boca terminal, levemente alongada ventralmente, mas sem lábios desenvolvidos;  e primeiros segmentos unirremes e depois birremes.  

## Filogenia
Oweniidae possui características morfológicas pouco comuns dentro dos Annelida, o que suporta sua monofilia. Algumas dessas características já foram citadas anteriormente e são: dobras dorsolaterais ciliadas, cordão nervoso intraepidérmico, fragmentos neuropódios com ganchos bifurcados, e segmentos medianos do corpo alongados e variados.
As relações filogenéticas de Oweniidae com outros grupos de Annelida ainda são pouco claras. Há atualmente duas principais hipóteses para a posição de Oweniidae: como grupo próximo de Siboglinidae Caullery, 1914, representando os anelídeos derivados na árvore filogenética; ou como grupo basal de Anellida.  
A relação de parentesco entre Siboglinidae e Oweniidae foi primeiramente baseada em um cordão nervoso intraepidérmico, presente em ambas as famílias, e ausente em outros Annelida. Posteriormente essa relação obteve ainda mais suporte, com evidências moleculares, e com a descrição de novas características compartilhadas: a ausência de parapódios nos segmentos posteriores; e as cerdas se projetando diretamente da parede do corpo.
A hipótese de inserir Oweniidae na base da árvore de Annelida também é bem suportada, tanto por evidências moleculares quanto morfológicas, e é a mais bem aceita atualmente. Inclusive estudos filogenéticos recentes com transcriptoma, de Annelida, colocou Oweniidae como grupo-irmão de Magelonidae, na base da árvore.